# Almir Tanjič
Almir Tanjič (Aidussina, 16 gennaio 1979) è un ex calciatore sloveno, di ruolo difensore.